# 深川そばめし
深川そばめし（ふかがわそばめし）は、北海道深川市で提供されているご当地グルメのおにぎりである。神戸市のB級グルメ「そばめし」と直接の関連は無い。

## 概要
深川市が地元産の米とそばをPRするために、じゃらんの協力のもとに開発された料理。そばつゆで味付けしたおにぎりで、中には油で揚げたそばの実が入っているのが特徴。現在市内6店舗と道の駅ライスランドふかがわで道の駅弁として2種類提供されている。
料理の定義は下記のとおり。
- 深川産そばと深川産米のおにぎり
- おにぎりには油で揚げたそばの実を入れる
- おにぎりの味付けにはそばつゆを使う

「深川そばめし」定食の掟は、 
　
- 「深川そばめし」をつける
- 深川産のハーフ蕎麦を付ける
- 副食については、深川産の食材を使用した、副食を1品つける
- 価格は1,000円以内とする